# Gensei-ryū

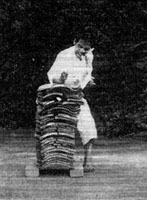
Imatge de Seiken Shukumine, creador d'aquest estil.

Gensei-ryū (玄制流) és un estil de karate que es va començar a desenvolupar a partir del shuri-te, un dels tres estils originaris del karate l'Okinawa. Va ser fundat per Seiken Shukumine (1925-2001),que combina tècniques clàssiques amb les seves pròpies innovacions per tant el desenvolupament de les característiques especials de gensei-ryū. Shukumine tenia dos professors coneguts, Sadoyama i Kishimoto. El nom de gensei-ryū va ser utilitzat per primera vegada el 1953. En japonès el nom es compon de tres kanjis diferents: 玄 制 流.
La primera és la gen (玄) I significa "misteriós", "ocult", i "univers" sinó també "una veritat subtil i profunda". El segon és el sei (制? i es tradueix en "Control", "sistema", "llei" o "regla" sinó també "la creació d'un formulari". L'última és ryū (流), que simplement vol dir "estil" o "escola". La combinació de gensei (玄 制) es podria traduir com "per controlar l'univers", però és interpretada pels membres de l'escola en el sentit d'alguna cosa així com "buscar la veritat profunda i deixant clar a través del formulari", que pot ser considerat tant físicament com espiritualment.